# التلفزة جاية (فلم)
التلفزة جاية فيلم سينمائي تونسي كوميدي  من إخراج المنصف ذويب سنة 2006.

## ملخص
الملقى، قرية في الجنوب التونسي، تعيش على وقع الأعياد الوطنية التي تقدم فيها اللجنة الثقافية المحلية نفس البرنامج دائما. ذات يوم، بعد مكالمة هاتفية من العاصمة تعلن قدوم فريق للتلفزة الألمانية، قررت اللجنة الثقافية تقديم صورة إيجابية عن المنطقة وبادرت بتزييف واقع القرية.

## الممثلون
- عمار بوثلجة
- فاطمة بن سعيدان
- عيسى حراث
- هشام رستم
- جمال ساسي
- نوري بوزيد
- رؤوف بن عمر
- توفيق البحري
- برناديت مرشيلو
- حميدة العبيدي

## روابط خارجية
- مقالات تستعمل روابط فنية بلا صلة مع ويكي بيانات